# Cratichneumon declinans
Cratichneumon declinans là một loài tò vò trong họ Ichneumonidae.